# Барбулешти (Јаломица)
Барбулешти (рум. Bărbulești) насеље је у Румунији у округу Јаломица у општини Барбулешти. Oпштина се налази на надморској висини од 51 m.

## Становништво
Према подацима из 2002. године у насељу је живело 4779 становника.

### Попис2002.
| Расподела становништва по националности 2002.‍ | Расподела становништва по националности 2002.‍ | Расподела становништва по националности 2002.‍ | Расподела становништва по националности 2002.‍ | Расподела становништва по националности 2002.‍ |
| --------------------------------------------- | --------------------------------------------- | --------------------------------------------- | --------------------------------------------- | --------------------------------------------- |
|                                               |                                               |                                               |                                               |                                               |
| Румуни                                        | Румуни                                        |                                               | 633                                           | 13,2%                                         |
| Роми                                          | Роми                                          |                                               | 4.146                                         | 86,8%                                         |